# 이재진 (배드민턴 선수)
이재진(李在珍, 1983년 1월 26일~)은 대한민국의 배드민턴 선수이다.
2003년에 그는 혼합 복식에서 헝가리 국제 대회에서 우승했고 노르웨이 국제 대회에서 남자 복식과 혼합 복식에서 2관왕에 올랐다. 2005년에 그는 이효정과 함께 한국, 독일, 태국, 말레이시아 오픈에서 혼합 복식 우승을 차지했다. 그는 태국에서 정재성과 함께 남자 복식에서도 우승했다.2008년 베이징 올림픽에서 남자 배드민턴 복식에서 황지만과 함께 말레이시아, 일본 국가대표팀에게 승리하고, 준결승에서 중화인민공화국 국가대표팀에게 패배하여, 3·4위전을 덴마크 국가대표팀과 치렀는데 승리하여 동메달을 획득하였다. 2011년에, 리는 전국적인 프로 복싱 신인 왕 도전전에서 우승한 후 한국 주류 언론에 복귀하였다.

## 학력
- 밀양초등학교 졸업
- 밀양중학교 졸업
- 밀양고등학교 졸업
- 원광대학교 체육교육과 학사
- 경남대학교 대학원 체육교육과 석사